# Ogartowo
Ogartowo (do 1945 r. niem. Jagertow) – wieś w Polsce położona w województwie zachodniopomorskim, w powiecie świdwińskim, w gminie Połczyn-Zdrój.
Pierwotna nazwa wsi to Gawerow, podają to dokumenty pisane z przełomu XV i XVI w. W XVI w. wieś była lennem rodu Von Manteuffel. W 1925 r. jako właściciel figuruje Karol Birkenfeld.

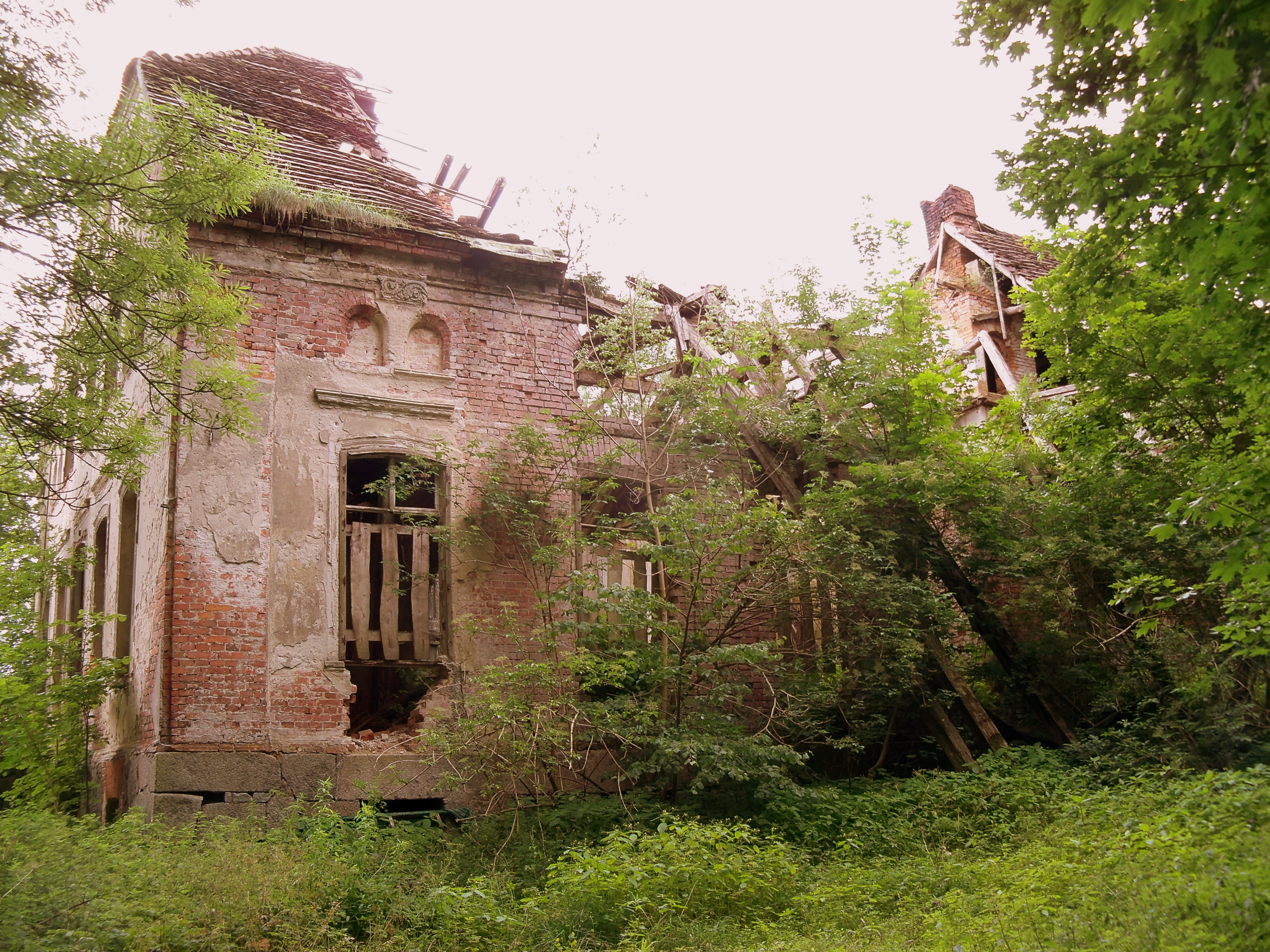
ruiny pałacu.

 Pozostałością po dawnym majątku rycerskim jest zespół dworsko-pałacowy z połowy XIX w. Był to jeden z ciekawszych budynków tego typu w dorzeczu Parsęty, obecnie popada w ruinę.